# پدرو سانتانا لوپز
پدرو سانتانا لوپز (انگلیسی: Pedro Santana Lopes؛ زادهٔ ۲۹ ژوئن ۱۹۵۶) سیاست‌مدار و وکیل اهل پرتغال است. وی از ۱۷ ژوئیه ۲۰۰۴ تا ۱۲ مارس ۲۰۰۵ نخست‌وزیر این کشور بود.